# 4 Pułk Artylerii Przeciwlotniczej Lekkiej (PSZ)
4 Pułk Artylerii Przeciwlotniczej Lekkiej (4 paplot. lek.) – oddział artylerii przeciwlotniczej Polskich Sił Zbrojnych.

## Formowanie i zmiany organizacyjne
W grudniu 1943, w składzie 2 Dywizji Grenadierów Pancernych (kadrowej) zorganizowany został 2 Pułk Artylerii Przeciwlotniczej Lekkiej. W maju 1944 pułk został zlikwidowany z wyjątkiem I dywizjonu, który włączono w skład 3 Pułku Artylerii Motorowej. W lutym 1945 na bazie I/2 paplot. w miejscowości Gullane przystąpiono do formowania 4 Pułku Artylerii Przeciwlotniczej Lekkiej będącego organiczną jednostką artylerii przeciwlotniczej 4 Dywizji Piechoty. W marcu 1945 r. formowany pułk przeniesiono do Buddon Camp, Monifeth koło Dundee. Oddział miał osiągnąć gotowość bojową do 1 czerwca 1945. W walkach na froncie nie wziął udziału. Oficerowie wywodzili się z I Korpusu Polskiego, a w szczególności 20 z nich z 1 pułku artylerii przeciwlotniczej lekkiej 1 Dywizji Pancernej, kilku z pułków artylerii przeciwlotniczej II Korpusu Polskiego, a żołnierze w około 95% z Polaków przymusowo wcielonych do Wehrmachtu i organizacji Todta. W okresie od stycznia 1945 przystąpiono do intensywnego szkolenia żołnierzy przewidzianych do formowania 4 paplot. 3 stycznia jeszcze w ramach I/2 paplot. powołana szkołę podoficerską w sile trzech plutonów i 122 elewów. W dniu 20 lutego powołano kurs kierowców samochodowych o stanie 80 żołnierzy, 9 marca kurs działonowych, 16 kwietnia kurs puszkarzy z 9 kursantami. 23 kwietnia powołano drugi kurs kierowców z 75 kursantami. W kwietniu stan osobowy pułku odbył ostre strzelanie z broni ręcznej. 4 maja zaczął działać kurs sanitarny, a 17 maja trzeci kurs kierowców dla 75 kursantów. Od 22 maja rozpoczęto kurs jazdy na motocyklach dla 24 kursantów. 11 czerwca rozpoczęto czwarty kurs kierowców dla 3 oficerów i 87 szeregowych. 16 czerwca odbył się przegląd 4 paplot. przez Naczelnego Wodza gen. dyw. T. Bora-Komorowskiego, w obecności dowódcy I Korpusu Polskiego gen. dyw. S. Maczka i dowódcy 4 DP gen. bryg. K. Glabisza i dowódcy artylerii 4 DP płk. E. Luśniaka. W okresie od 24 czerwca do 7 lipca 4 paplot. odbył ostre strzelania na poligonie osiągając pełną gotowość bojową do działań bojowych. Pułk zorganizowany został w 3 dywizjony z 12 bateriami przeciwlotniczymi. Uzbrojony był w 12 armat plot. 20 mm typu "Polsten", 24 armaty plot. kalibru 40 mm "Boforsa" i 12 armat plot. kalibru 40 mm typu 402 "S.P". Stan etatowy pułku, to 52 oficerów i 1027 szeregowych. Pod koniec sierpnia 1945 roku 4 paplot. został dyslokowany do Alyth Pertshire. 
10 marca 1947 płk Eugeniusz Luśniak rozkazał, z oddziałów artylerii dywizyjnej 4 DP, zorganizować Jednostkę Nr 4 PKPR (ang. Unit Nr 4 P.R.C.). Żołnierze pułku wcieleni zostali do 4 Pułku Artylerii Przeciwpancernej. Likwidacja 4 paplot zakończona została 14 maja 1947.
Z dniem 15 sierpnia 1996 tradycje 4 Pułku Artylerii Przeciwlotniczej Lekkiej przyjął 4 Zielonogórski Pułk Przeciwlotniczy w Czerwieńsku.

## Obsada personalna
Organizacja i obsada etatowa na czerwiec 1945 ze zmianami:
- dowódca pułku – ppłk Olgierd Eminowicz
- zastępcy dowódcy pułku
  - mjr Stefan Sztukowski (XII 1944 – 5 VI 1945)
  - kpt. dypl. Eugeniusz Kostelecki (od 1 VI 1945)
  - mjr Michał Dżugaj (od 6 VI 1945)
  - mjr Borys Godunow
  - mjr Stefan Sztukowski (IV – X 1946)
- adiutant pułku - kpt. Zenon Leber
- dowódca I dywizjonu – mjr Michał Dżugaj
  - zastępca dowódcy dywizjonu - kpt. Zbigniew Idzik, por. Aleksander Pastewski, kpt. dypl. Eugeniusz Kostelecki
  - dowódca 1 baterii - ppor. Tadeusz Bakanowski
  - dowódca 2 baterii - por. Zygmunt Faber
  - dowódca 3 baterii - por. Jan Handke
  - dowódca 4 baterii - por. Mieczysław Wartalski
- dowódca II dywizjonu – mjr Borys Godunow
  - zastępca dowódcy dywizjonu - por. Aleksander Pastewski
  - dowódca 5 baterii - por. Z. Lesiak
  - dowódca 6 baterii - por. Stefan Turski, por. Władysław Wychowski
  - dowódca 7 baterii - ppor. K. Sekuła
  - dowódca 8 baterii - ppor. Eugeniusz Wojciechowski
- dowódca III dywizjonu – kpt. dypl. M. Jasiński
  - zastępca dowódcy dywizjonu - por. Hieronim Krzemień
  - dowódca 9 baterii - ppor. Walerian Lewandowski, ppor. Hawranko
  - dowódca 10 baterii - por. Z. Keller
  - dowódca 11 baterii - por. W. Lodziński
  - dowódca 12 baterii - por. Wiktor Magiera